# Vẹo cổ (chim)
Chim vẹo cổ (tên khoa học Jynx torquilla) là loài chim thuộc họ Gõ kiến. Đây là loài chim di cư, mùa đông chúng từ châu Âu, Bắc Á và Đông Á di chuyển xuống châu Phi, Nam Á và Đông Nam Á. Thức ăn của chúng chủ yếu là kiến.

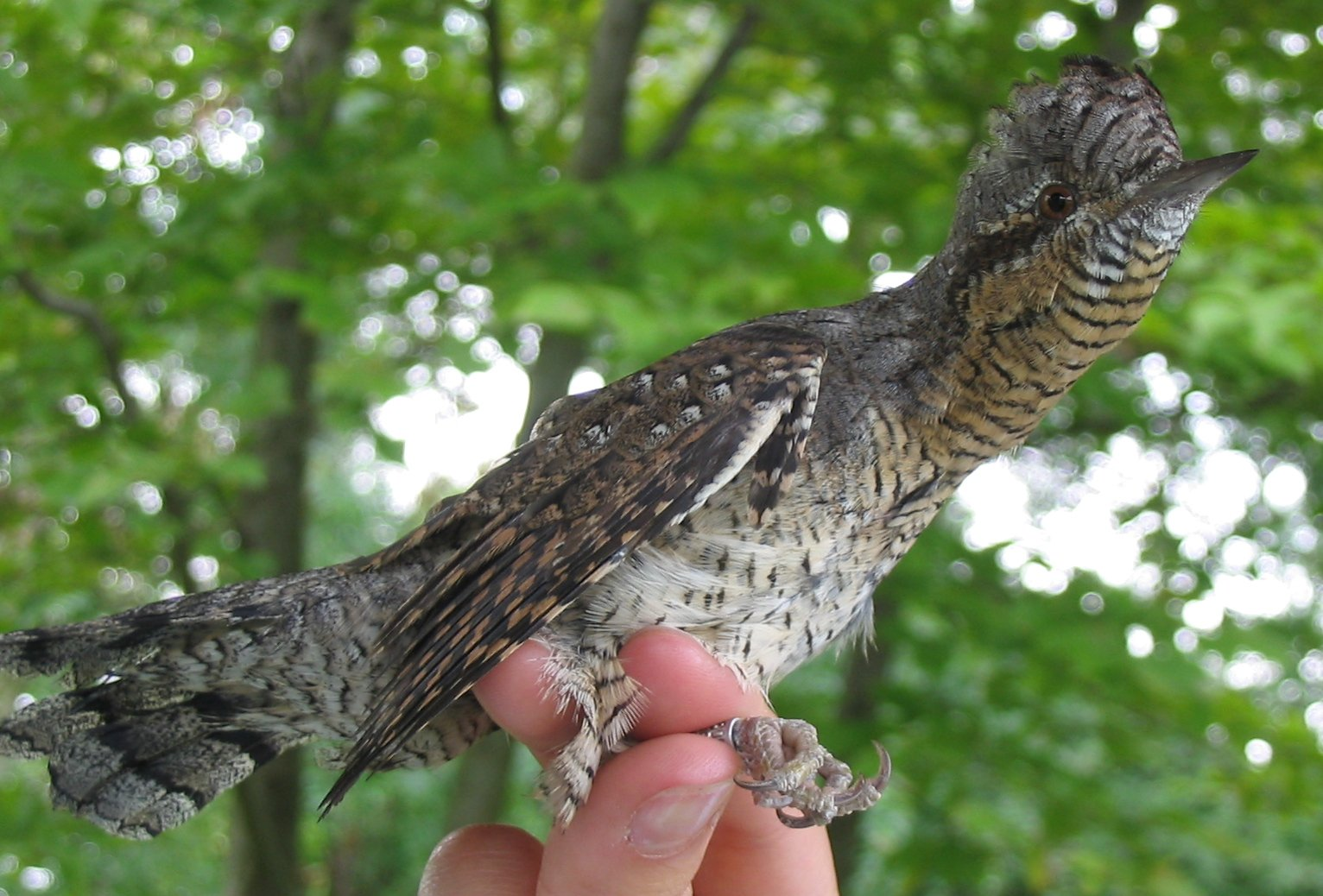

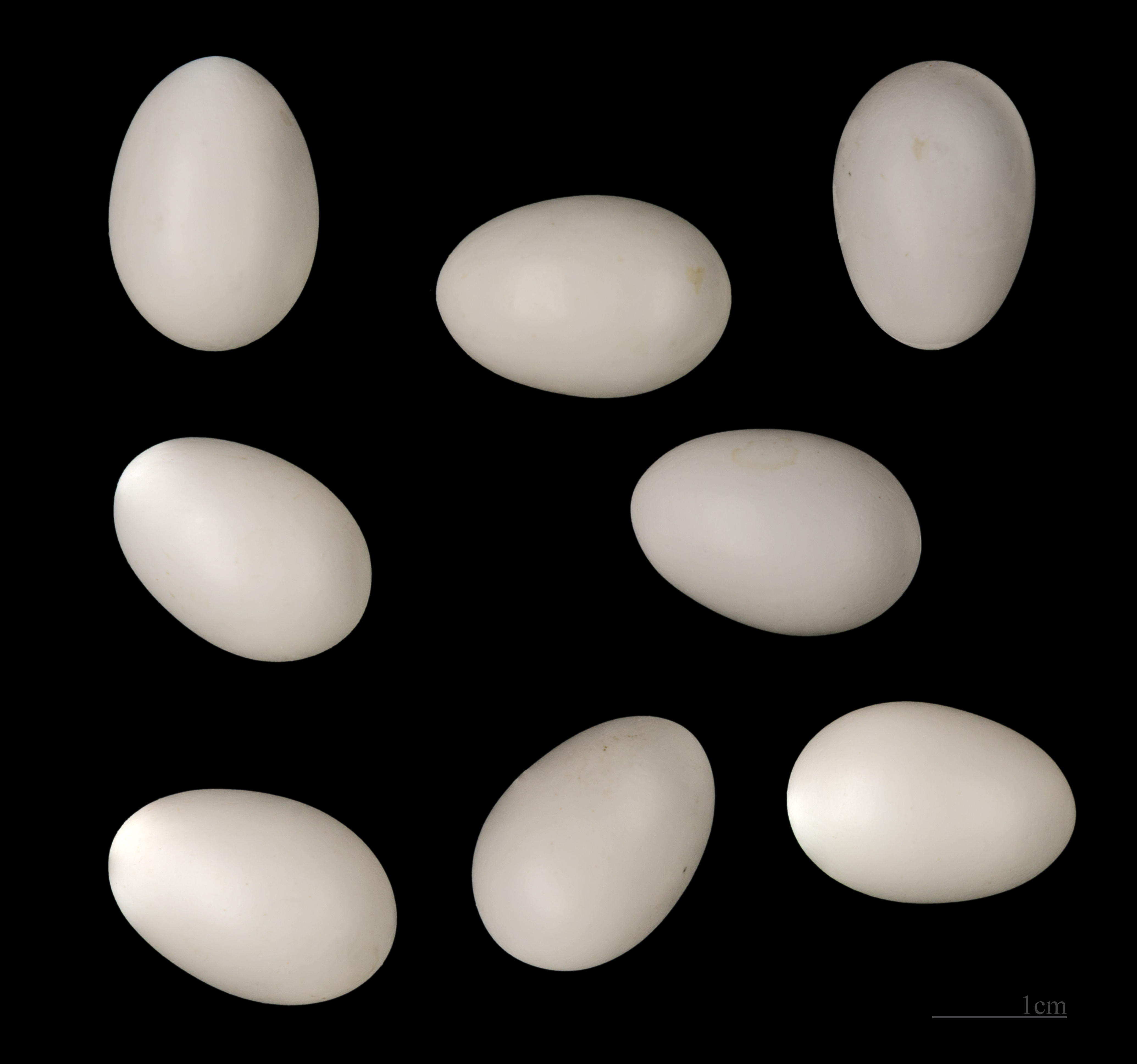
Jynx torquilla

Chim vẹo cổ có kích thước 16–18 cm (6,3–7,1 in) và cân nặng 26–50 g (0,92–1,76 oz).

## Phân loài
Chúng có sáu phân loài:
- Jynx torquilla chinensis Hesse, 1911
- Jynx torquilla himalayana Vaurie, 1959
- Jynx torquilla mauretanica Rothschild, 1909
- Jynx torquilla sarudnyi Loudon, 1912
- Jynx torquilla torquilla Linnaeus, 1758
- Jynx torquilla tschusii O. Kleinschmidt,1907